# Жіночі батальйони смерті

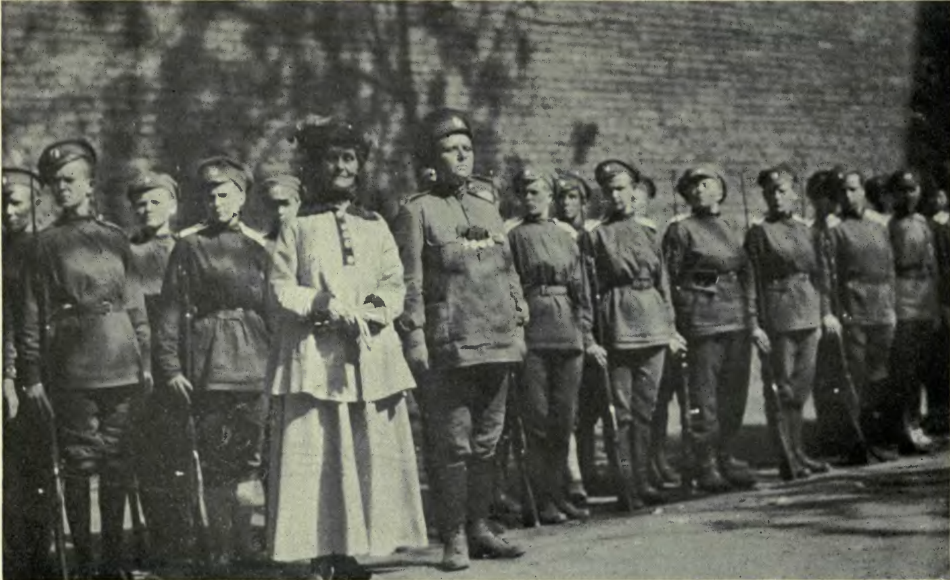
Марія Бочкарьова, Еммелін Панкгерст і солдати Жіночого батальйону.

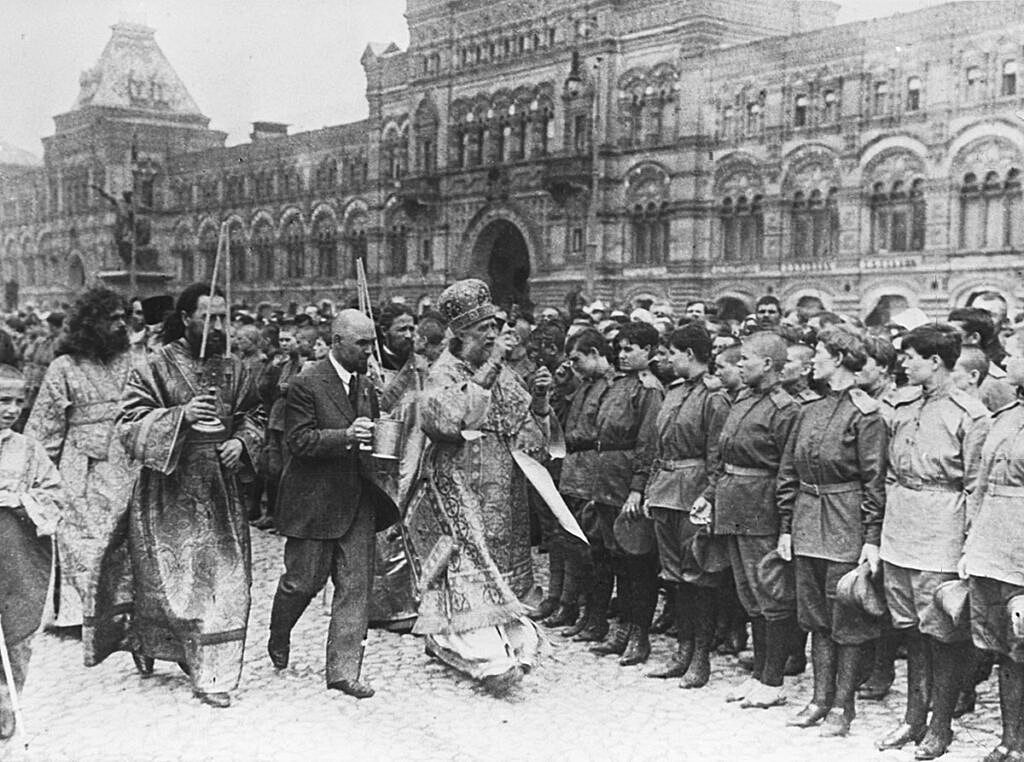
Митрополит Московський Тихон благословляє жіночий ударний батальйон перед відправкою на фронт, 1917 рік, Москва, Червона площа (фото з журналу Іскра).

Жіночі батальйони — військові формування (ударних жіночих « батальйонів смерті»), до складу яких входили виключно жінки, були створені Тимчасовим урядом, головним чином з пропагандистською метою — підняти патріотичний настрій в армії і присоромити власним прикладом солдатів-чоловіків, які відмовилися воювати.
Незважаючи на це, Жіночі батальйони обмежено брали участь в бойових діях Першої світової війни. Одним з ініціаторів їхнього створення була Марія Бочкарьова.

## Історія виникнення

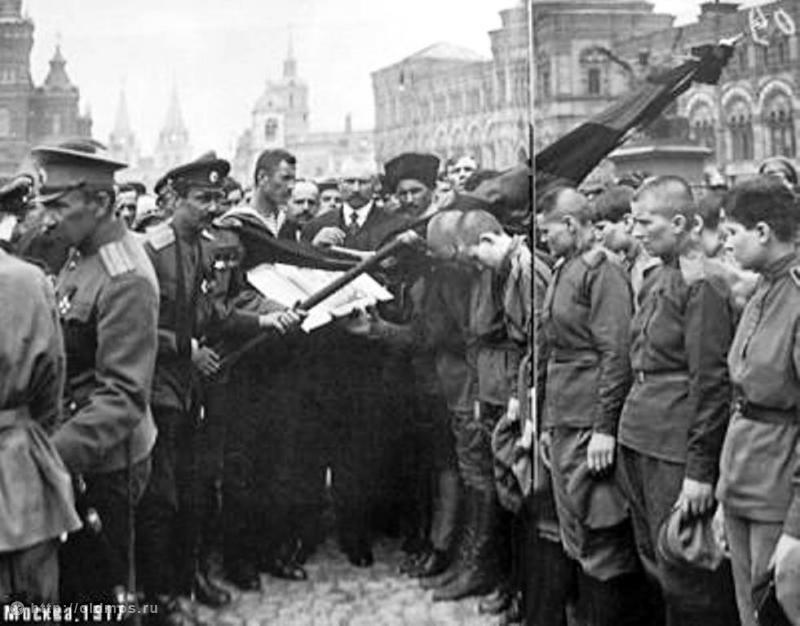
Проводи 2-го Московського жіночого батальйону смерті в Москві. Літо 1917 р.

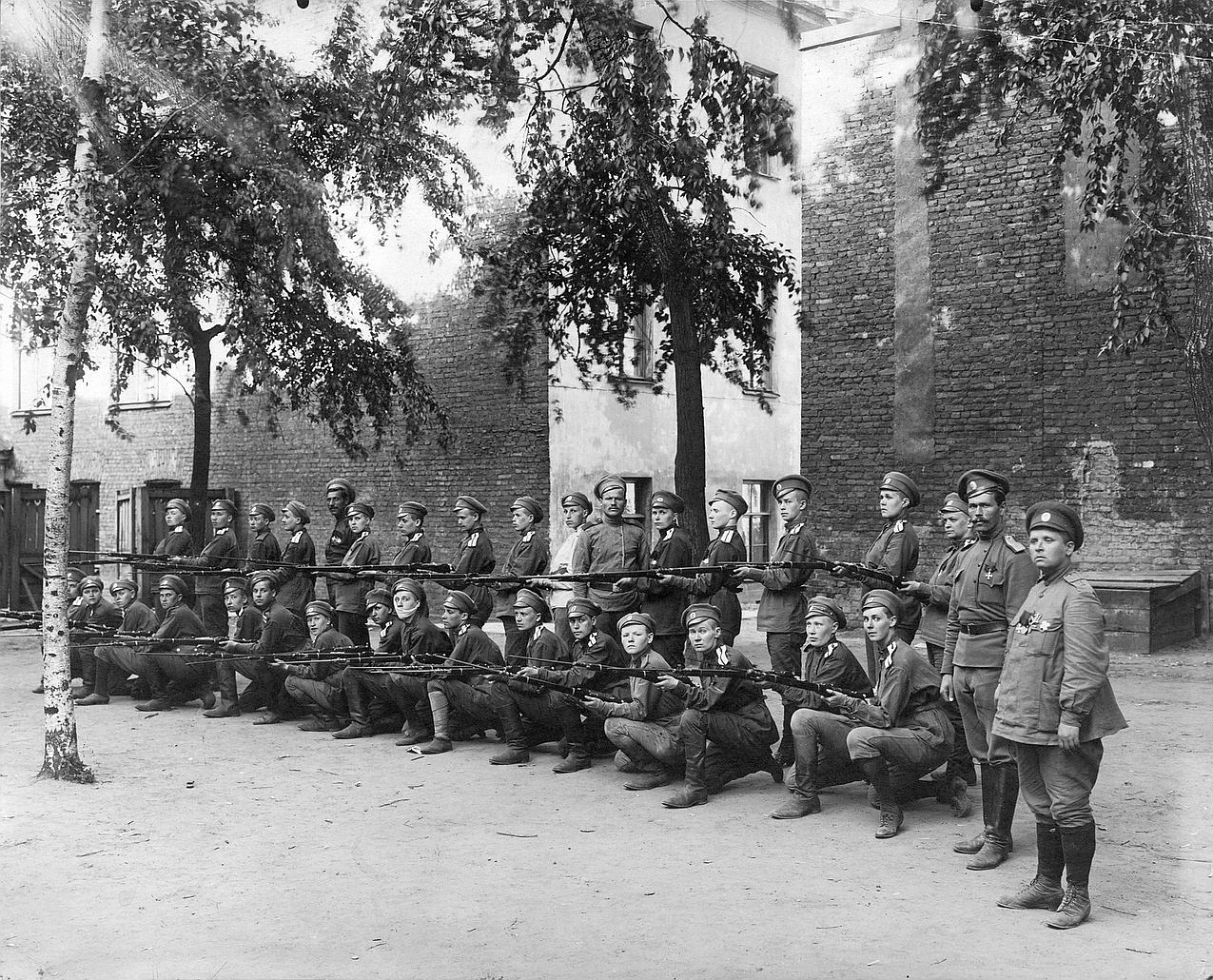
Жіночий батальйон смерті. Петроград, червень 1917.

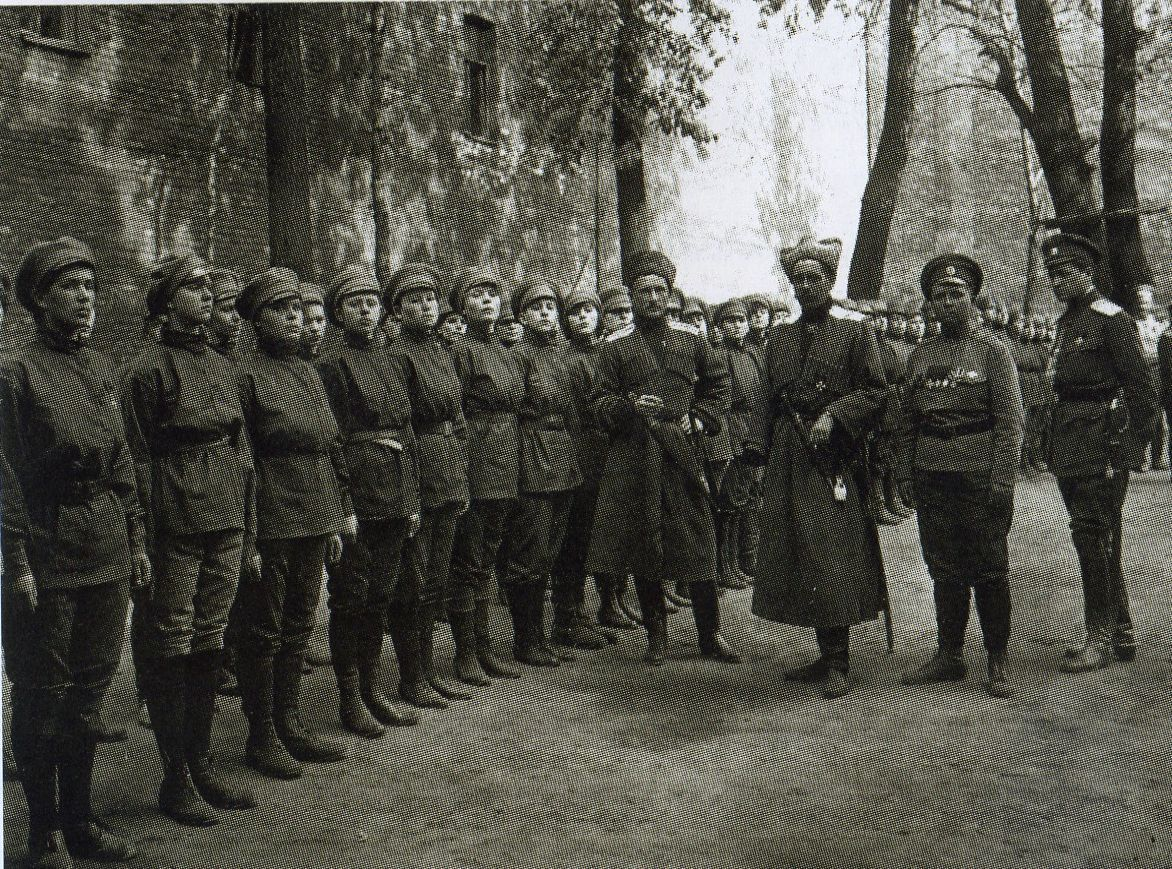
Командувач Петроградським військовим округом генерал П. А. Половцев проводить огляд 1-го Петроградського жіночого батальйону смерті.

Старший унтер-офіцер М. Л. Бочкарьова, яка перебувала на фронті з дозволу Імператора (так як жінок було заборонено направляти в частині діючої армії) з 1914 року до 1917 року, завдяки проявленому героїзму, стала знаменитою особою. М. В. Родзянко, який в квітні приїхав з агітаційною поїздкою на Західний фронт, де служила М. Л. Бочкарьова, спеціально попросив про зустріч з нею і забрав її з собою в Петроград для агітації за «війну до переможного кінця» в військах Петроградського гарнізону і серед делегатів з'їзду солдатських депутатів Петроради. У виступі перед делегатами з'їзду Бочкарьова вперше висловилася про створення ударних жіночих «батальйонів смерті». Після цього її запросили висловити свою пропозицію на засіданні Тимчасового уряду
Сама ж М.Л.Бочкарьова описувала так: 
|  | Мені сказали, що моя ідея чудова, але потрібно доповісти Верховному Головнокомандувачу Брусилову і порадитися з ним. Я разом з Родзянко поїхала в Ставку Брусилова ... Брусилов в кабінеті мені говорив, що сподіваєтеся ви на жінок і що формування жіночого батальйону є першим в світі. Чи не можуть жінки осоромити Росію? Я Брусилову сказала, що я сама в жінках не впевнена, але якщо ви дасте мені повне повноваження, то я ручаюся, що мій батальйон не був осоромить Росії ... Брусилов мені сказав, що він мені вірить і буде всіляко намагатися допомагати в справі формування жіночого добровольчого батальйону. |

На площі біля Ісаакіївського Собору 21 червня 1917 року відбулася урочиста церемонія вручення нової військової частині бойового прапора з написом «Перша жіноча військова команда смерті Марії Бочкарьової». Військова рада 29 червня затвердила положення «Про формування військових частин із жінок-добровольців».
|  | Керенський слухав з явним нетерпінням. Було очевидно, що він уже ухвалив рішення у цій справі. Сумнівався лише в одному: чи зможу я зберегти в цьому батальйоні високий моральний дух і моральність. Керенський сказав, що дозволить мені почати формування негайно. Коли Керенський проводжав мене до дверей, погляд його зупинився на генералі Половцеві. Він попросив його надати мені будь-яку необхідну допомогу. Я мало не задихнулася від щастя. - М. Л. Бочкарьова |

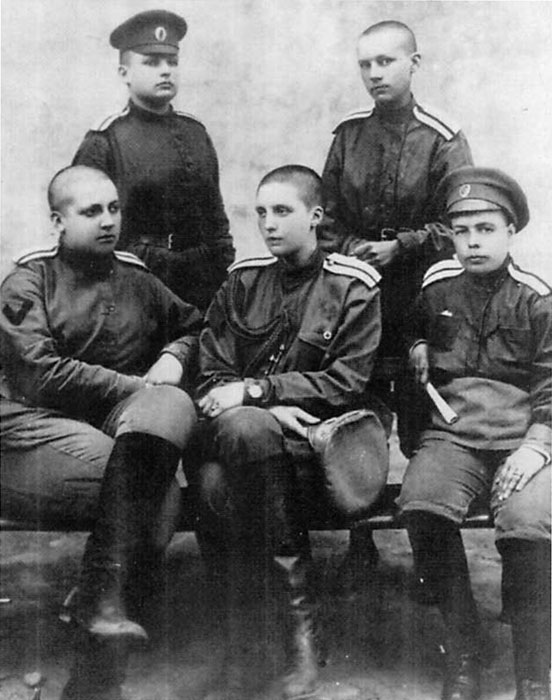
Керівний склад військового формування. Літо 1917. На фото М. Бочкарьова сидить крайня зліва.

До лав «ударниць» записувалися першими жінки-військовослужбовці з фронтових частин (в Російській імператорській армії було невелике число жінок-військовослужбовців, знаходження в армії кожної з яких затверджувалося дозволом, серед них були навіть георгіївські кавалери), але також і жінки з цивільного суспільства — дворянки, курсистки, вчительки, працівниці. Великою була частка солдаток і козачок:38 У батальйоні Бочкарьової були представлені як дівчата зі знаменитих дворянських родів Росії, так і прості селянки і прислуга. Ад'ютантом Бочкарьової служила Марія Скридлова — дочка адмірала Н. І. Скридлова. За національністю жінки-добровольці були в основному росіянками, але серед них зустрічалися й інші національності — естонки, латишки, єврейки, англійки. Чисельність жіночих формувань коливалася від 250 до 1500 чоловік..
Поява загону Бочкарьової послужило імпульсом до формування жіночих загонів в інших містах країни (Київ, Мінськ, Полтава, Харків, Симбірськ, Вятка, Смоленськ, Іркутськ, Баку, Одеса, Маріуполь), але через посилення процесів руйнування російської держави створення цих жіночих ударних частин так і не було завершено.
Офіційно на жовтень 1917 року рахувалися: 1-й Петроградський жіночий Батальйон смерті, 2-й Московський жіночий Батальйон смерті, 3-й Кубанський жіночий ударний батальйон (піхотні); Морська жіноча команда (Оранієнбаум); Кавалерійський 1-й Петроградський батальйон Жіночого Військового Союзу; Мінська окрема вартова дружина з жінок-добровольців. На фронті побували перші три батальйони, в бойових діях брав участь тільки 1-й батальйон Бочкарьової.

## Ставлення до жіночих батальйонам

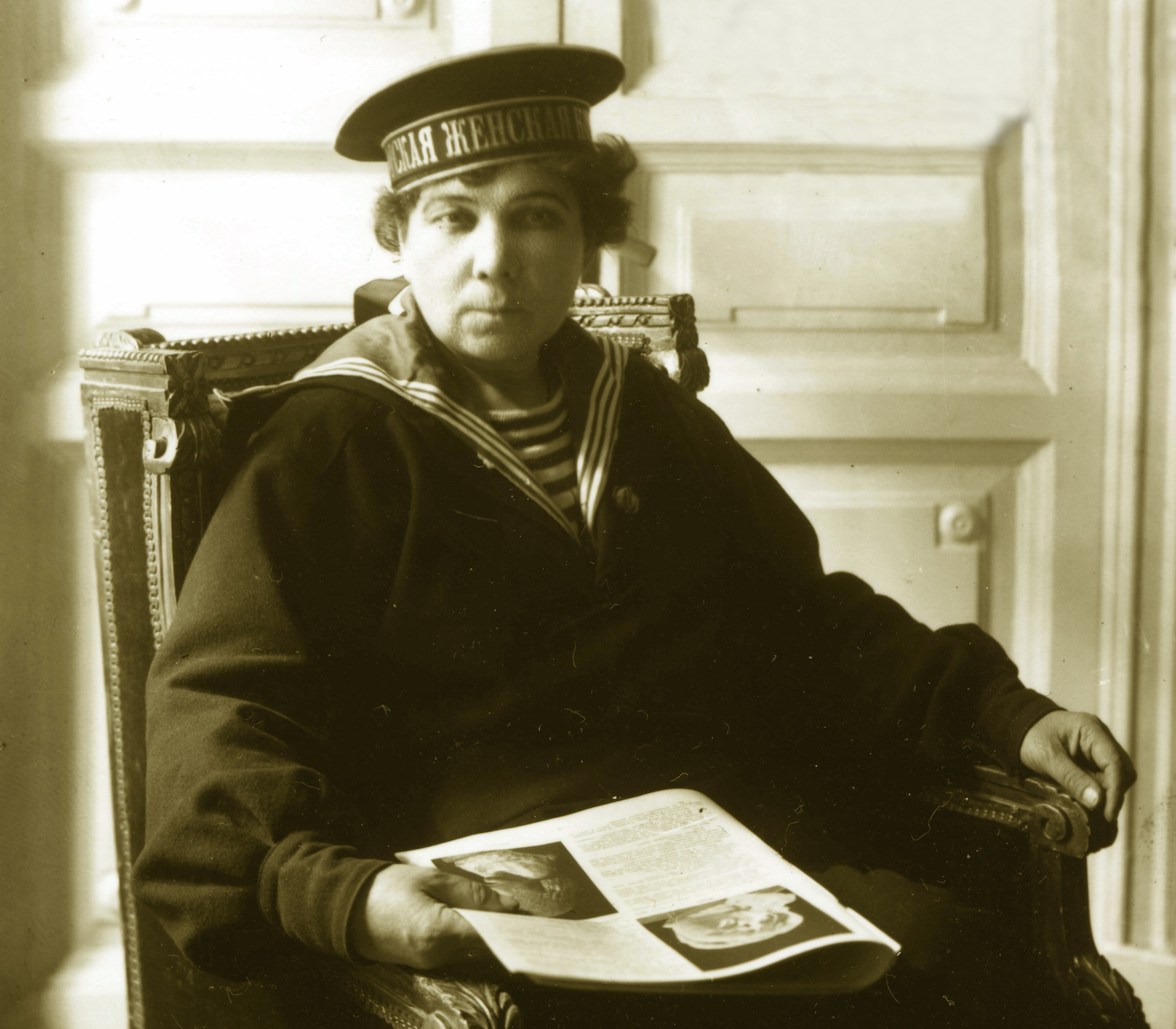
Євдокія Скворцова, матрос Першої морської жіночої команди, представник командного комітету, спадкова дворянка, до вступу на флот — вчителька

Як писала російська історик С. А. Сонцева, солдатська маса і Ради прийняли «жіночі батальйони смерті» (втім, як і всі інші ударні частини) «в багнети». Фронтовики ударниць інакше як «повіями» не називали. Петроградський Рада на початку липня виступив з вимогою розформувати всі «жіночі батальйони» як «непридатні для несення армійської служби» - до того ж, формування таких батальйонів було розцінено Петроради як «потайний маневр буржуазії, яка бажає вести війну до переможного кінця"
|  | Віддамо належне пам'яті хоробрих. Але ... не місце жінці на полях смерті, де панує жах, де кров, бруд і злидні, де озлоблюються серця і страшно грубеют звичаї. Є багато шляхів громадського та державного служіння, набагато більш відповідних покликанням жінки. Денікін Антон Іванович Нариси російської смути. Глава XXIX.Суррогати армії: "революційні", жіночі батальйони і т. д. |

## Участь в битвах Першої світової війни

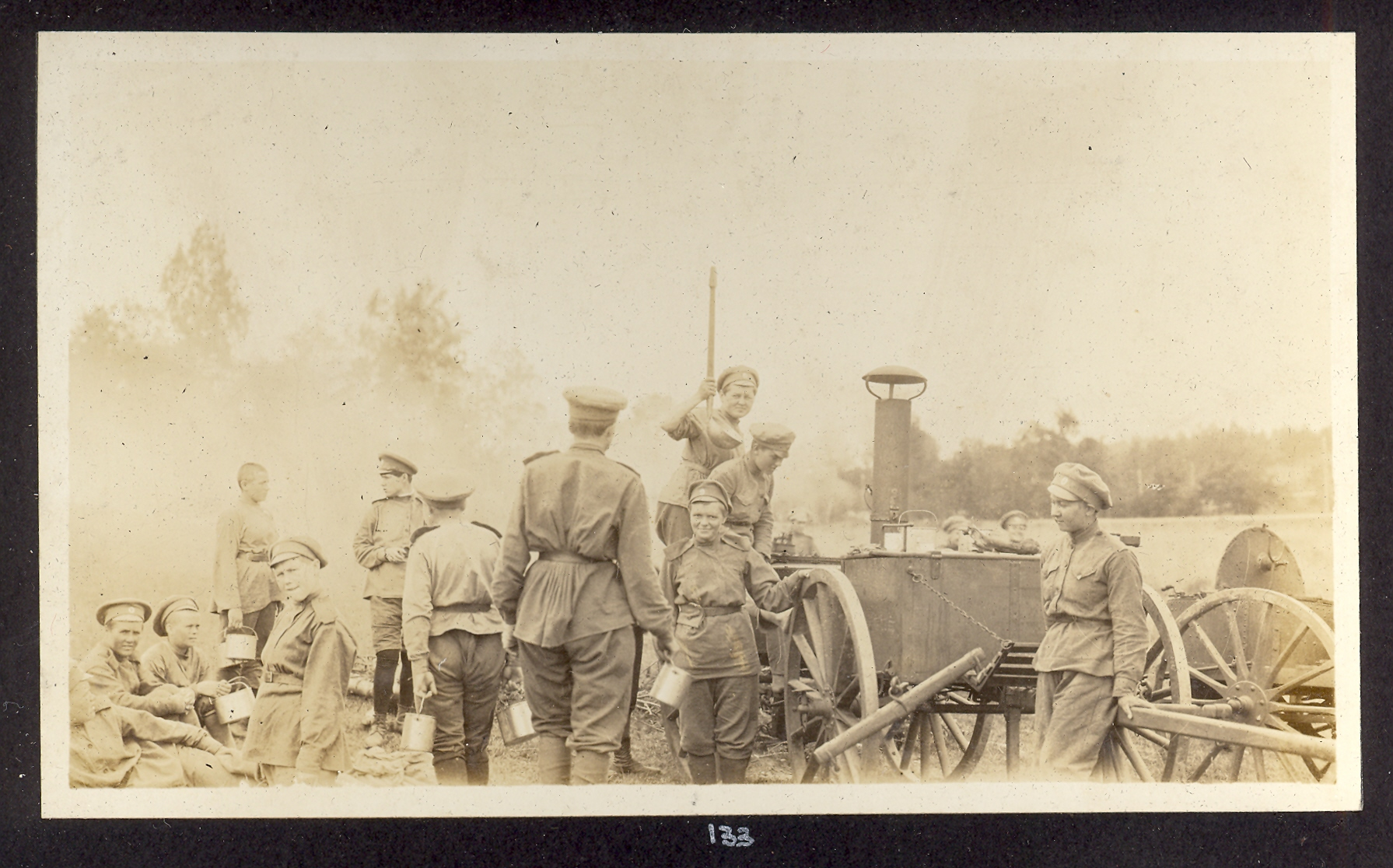
Ударниці на навчаннях в літньому таборі. Польова кухня

«батальйон смерті» в складі двохсот чоловік 27 червня 1917 року прибув у діючу армію — в тилові частини 1-го Сибірського армійського корпусу 10-ї армії Західного фронту в район Новоспаського лісу, на північ від міста Молодечно, що під Сморгонью.9 июля 1917 года по планам Ставки Западный фронт должен был перейти в наступление. 7 июля 1917 года 525-му Кюрюк-Дарьинскому пехотному полку 132-й пехотной дивизии, в состав которого входили ударницы, поступил приказ занять позиции на фронте у местечка Крево. «Батальон смерти» находился на правом фланге полка. 8 июля 1917 года он впервые вступил в бой, так как противник, зная о планах русского командования, нанёс упреждающий удар и вклинился в расположение русских войск. За три дня полк отразил 14 атак германских войск. Несколько раз батальон поднимался в контратаки и выбил германцев из занятых накануне русских позиций. Вот что написал полковник В. И. Закржевский в своём рапорте о действиях «батальона смерти»:
|  | Загін Бочкарьової поводився в бою героїчно, весь час в передовій лінії, несучи службу нарівні з солдатами. При атаці німців зі свого почину кинувся як один в контратаку; підносили патрони, ходили в секрети, а деякі в розвідку; своєю роботою команда смерті подавала приклад хоробрості, мужності і спокою, піднімала дух солдатів і довела, що кожна з цих жінок-героїв гідна звання воїна російської революційної армії. |

За свідченням самої Бочкарьової, зі 170 осіб, які брали участь у бойових діях, батальйон втратив до 30 чоловік убитими і до 70 пораненими. Марія Бочкарьова, була сама поранена в цьому бою в п'ятий раз, провела півтора місяця в госпіталі, після чого їй присвоїли чин підпоручика.
Такі важкі втрати серед жінок-добровольців мали й інші наслідки для жіночих батальйонів — 14 серпня новий Головковерх генерал Л. Г. Корнілов своїм наказом заборонив створення нових жіночих «батальйонів смерті» для бойового застосування, а вже створені частини пропонувалося використовувати тільки на допоміжних ділянках (охоронні функції, зв'язок, санітарні організації). Це призвело до того, що багато жінок-добровольців, які хотіли битися за Росію зі зброєю в руках, написали заяви з проханням звільнити їх з «частин смерті».

## Захист Тимчасового уряду

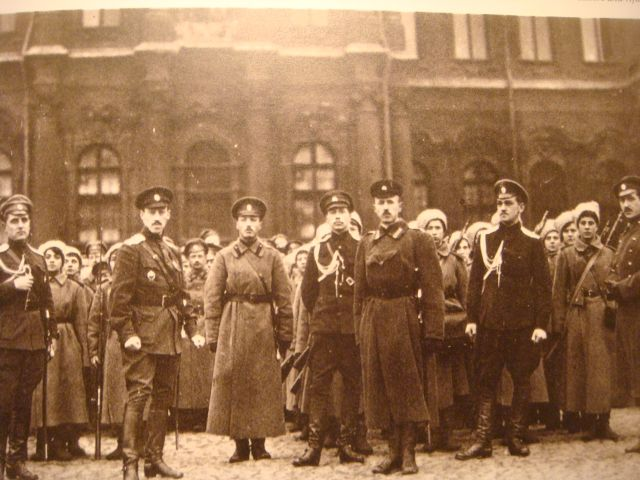
На площі перед Зимовим палацом.

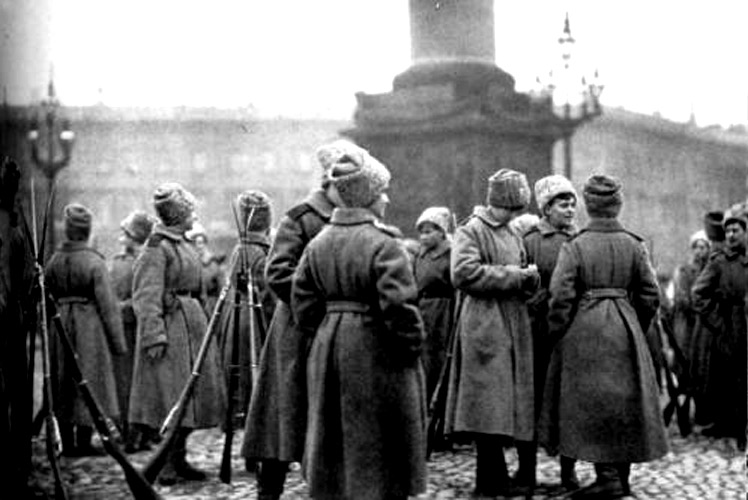
Ударниці на площі перед Зимовим палацом.

Один із жіночих батальйонів смерті (1-й Петроградський, під командуванням лейб-гвардії Кексгольмського полку:39 штабс-капітана О. В. Лоскова) в жовтні 1917 р разом з юнкерами і іншими частинами, вірними присязі, брав участь у захисті Зимового палацу, в якому розташовувався Тимчасовий уряд.
25 жовтня (7 листопада) батальйон (4 роти, кулеметна команда, команда саперів, розвідників і зв'язківців — майже 900 ударниць з 4 кулеметами), розквартирований в районі станції Левашово Фінляндської залізниці, повинен був відправитися на Румунський фронт (за планами командування передбачалося кожен з сформованих жіночих батальйонів відправити на фронт для підняття морального духу воїнів-чоловіків — по одному на кожен з чотирьох фронтів Східного фронту). Але 24 жовтня (6 листопада) командир батальйону штабс-капітан Лосков отримав наказ відправити батальйон в Петроград «на парад» (насправді для охорони Тимчасового уряду). Лосков, дізнавшись про реальне завдання і не бажаючи втягувати підлеглих у політичне протистояння, вивів весь батальйон з Петрограда назад в Левашово, за винятком 2-ї роти (137 осіб). Ця рота була залишена штабом Петроградського військового округу під приводом доставки бензину з заводу Нобеля. Командир цієї роти Сомов, пославшись на хворобу, залишився вдома, ротою командував поручик Подременцев.
Штаб Петроградського військового округу спробував за допомогою двох взводів ударниць і частин юнкерів забезпечити розведення Миколаївського, Палацового і Ливарного мостів, але прорадянсько налаштовані матроси зірвали це завдання.
Рота зайняла оборону на першому поверсі Зимового палацу на ділянці праворуч від головних воріт до Мільйонної вулиці. Вночі, в ході штурму палацу, рота здалася, була роззброєна і заведена в казарми Павловського, потім Гренадерського полку, де з деякими ударниць «поводилися погано» — як встановила спеціально створена комісія Петроградської міської думи, три ударниці були зґвалтовані (хоча, можливо, не всі наважилися зізнатися в цьому), одна наклала на себе руки. Дівчина знаходялася у важкій життєвій ситуації, перебуваючи в стані важкого стресу, не витримала звістки, що батальйон підлягає розпуску, застрелилася на посту, вона була мешканкою Парголово, у неї залишилася мати, з якою вона мала важкі взаємини, про це написала її товаришка по службі — Марія Бочарнікова.
26 жовтня (8 листопада) рота була відправлена на місце колишньої дислокації в Левашово. За спогадами старшого унтер-офіцера 1-го Петроградського жіночого батальйону смерті — Марії Бочарникової, які написані в кінці 1950-х років, ніяких насильств безпосередньо під час більшовицького перевороту не було. Навпаки, під час перебування в казармах гренадерського полку їх нагодували, поставилися дуже співчутливо і тепло. Також ці відомості Марія описала в листуванні з емігрантом Л. Ф. Зуровим, який писав книгу про революцію і громадянську війну але на жаль не закінчив.
Після розформування батальйону більшовицькою владою Насильв кінці 1917 — початку 1918 рр. деякі ударниці, коли поверталися додому зазнали наруги. Це стало відомо пізніше з листів близьких і безпосередніх жертв. Дівчата роз'їжджалися по Росії, на залізницях ставали об'єктами знущань, вбивств і згвалтувань з боку розгнузданої солдатні, матросів, кримінального натовпу.

## Ліквідація жіночих батальйонів смерті
Після Жовтневої революції ленінський РНК, який хотів укладення миру з Німеччиною на «будь-яких умовах», почав ліквідацію залишків Російської імператорської армії та розпустив усі «ударні частини». Жіночі ударні формування були розформовані ще 30 листопада 1917 року Військовою радою ще старого Військового міністерства. Незадовго до цього, 19 листопада, було видано наказ про переведення жінок-військовослужбовців добровольчих частин у офіцери за бойові заслуги. Тим не менш, багато доброволіц залишалися в своїх частинах до січня 1918 року і далі. Деякі з них перебралися на Дон і взяли участь в боротьбі з більшовизмом в рядах Білого руху. Самою останньою з існуючих ударних частин став 3-й Кубанський жіночий ударний батальйон, розквартирований в Катеринодарі — він був розформований тільки 26 лютого 1918 р через відмову штабу Кавказького військового округу в його подальшому постачанні.

## Форма і зовнішній вигляд

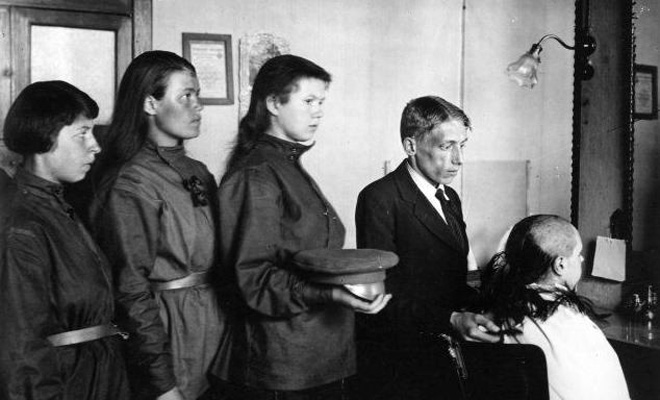
Жіночі батальйони смерті. Червень 1917 — листопад 1918. У перукарні. Стрижка наголо. Фото. Літо 1917.

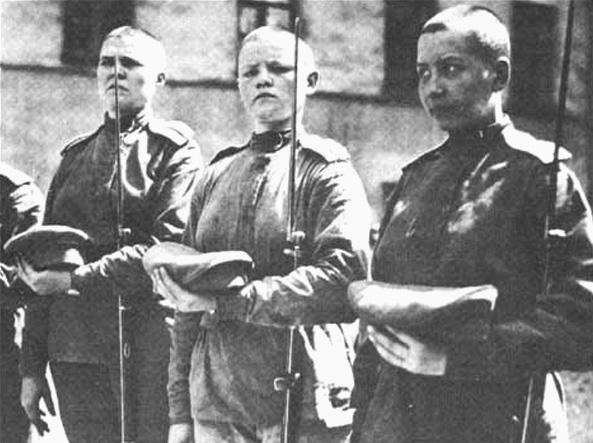
Жіночі батальйони смерті. Червень 1917 — листопад 1918. В строю. Фото. літо 1917

Солдати Жіночого батальйону Бочкарьової носили на нарукавних нашивка символ «Адамової голови». Жінки проходили медкомісію і стриглися майже наголо.

## В літературі
Марш вперёд, вперёд на бой,

Женщины-солдаты!

Звук лихой зовет вас в бой,

Вздрогнут супостаты

Из песни I-го Петроградского женского батальона 

Український письменник-сучасник Ґео Шкурупій у романі "ЖАННА БАТАЛЬЙОНЕРКА" описав формування першого жіночого батальйону та його бої на фронті. У романі згадуються реальні персоналії та яскраво описані настрої часу.

## У культурі
Письменник Борис Акунін написав детектив «Батальйон ангелів», дія якого відбувається в 1917 році в жіночому батальйоні смерті. З реальних прототипів в книзі показані дочка адмірала Скридлова (під ім'ям Олександра Шацька) та Марія Бочкарьова.
У лютому 2015 року в кінопрокат вийшов російський художній фільм «Батальйон'».
23 липня 2017, в день сторіччя бойового хрещення жіночого батальйону, в білоруському селі Новоспаському Сморгонського району Гродненської області відбулося закладення пам'ятної дошки на місці встановлення майбутнього пам'ятника жінкам-ударницям.
У комп'ютерній грі Battlefield 1 всі снайпери Російської Імперії представлені учасницями батальйону.